# برخورد پرنده

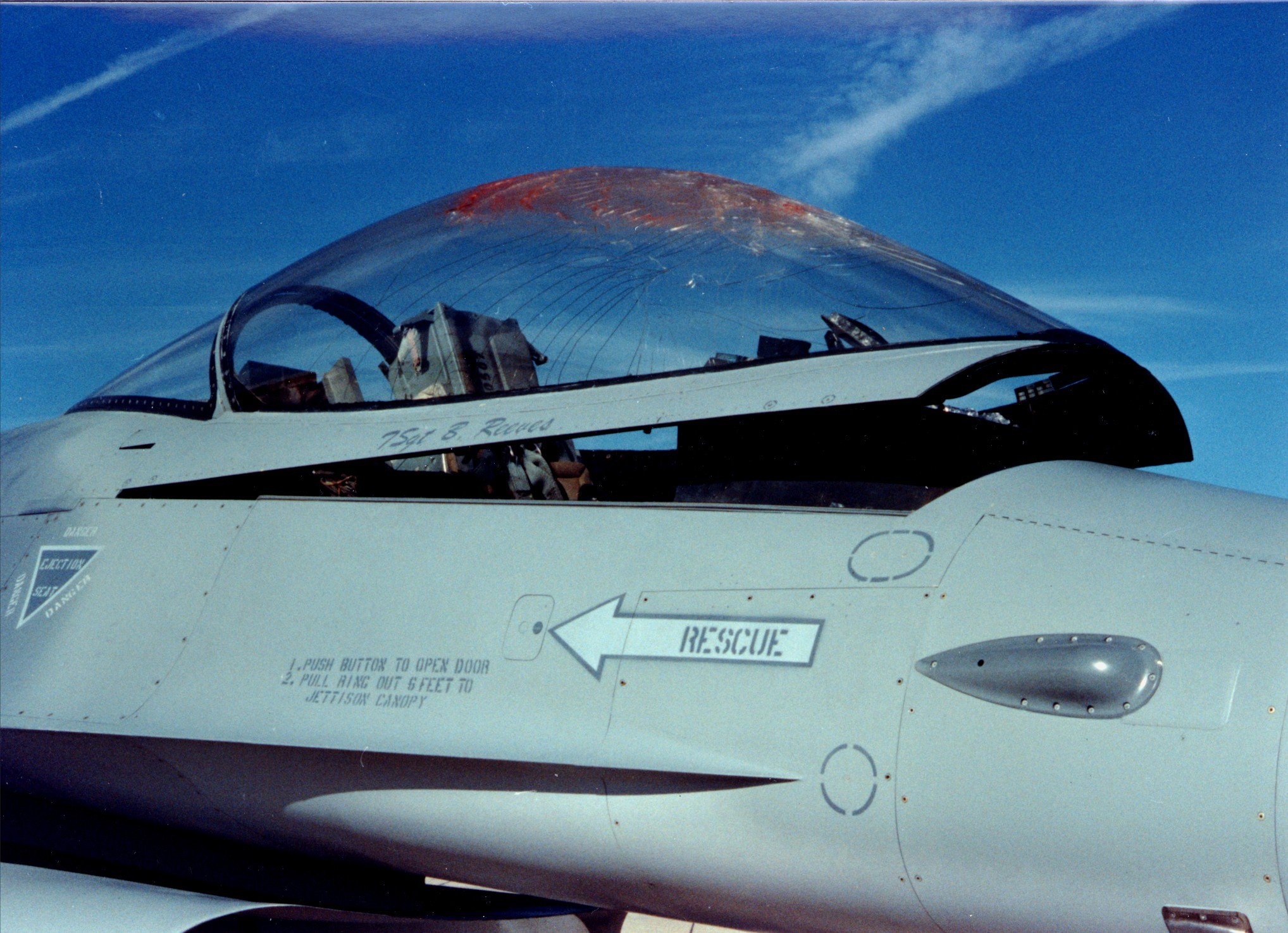
اف-١۶ کانوپی پس از برخورد یک پرنده

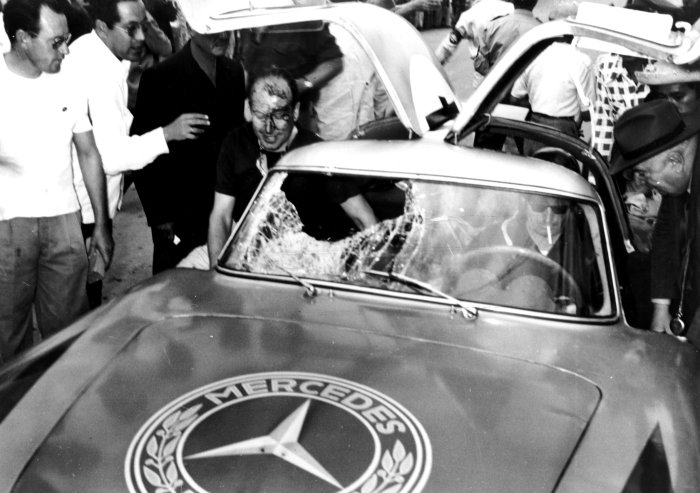
مرسدس بنز 300SL اتومبیل اسپورت، به دنبال برخورد کرکس به شیشهٔ جلوی اتومبیل در سال ١٩۵٢ مسابقه پان آمریكایی

برخورد پرنده (به انگلیسی: Bird strike) یا بلعیدن پرنده (زمان برخورد با موتور) (به انگلیسی: Bird Ingestion)، تصادم بین پرنده و هواپیما است. این یک پدیده معمول و در عین حال خطرناک است. سطوح خارجی یک هواپیما از جمله آشیانه موتور، سرپوش کابین، شیشه جلو، لبه جلویی بال و دم، پروانه موتورها و سایر قسمت‌های هواپیما در معرض برخورد پرنده قرار دارند. در یک دوره ۱۵ ساله بین سال‌های ۱۹۹۰ تا ۲۰۰۴، ۵۹۱۹۶ برخورد پرنده با هواپیماهای مسافربری به سازمان هوایی آمریکا گزارش، و در پایگاه داده‌ای "برخورد حیات وحش" ثبت شده است. از سال ۱۹۸۸، برخورد حیات وحش با هواپیما بیش از ۱۹۴ نفر را کشته و بیش از ۱۶۳ هواپیما را نابود کرده است. در ایالات متحده، آسیب مالی ناشی از برخورد پرنده بیش از ۶۰۰ میلیون دلار در سال است. گفتنی است که هرسال که می‌گذرد، برتعداد برخوردهای پرنده با هواپیما و به تبع هزینه سالیانه ناشی از آن افزوده می‌شود. این امر صنایع را بر آن داشته است که هواپیماهایی مقاوم تر در برابر پرندگان بسازند. لذا پیش از آن که به هواپیماها اجازه ورود به ناوگان هوایی داده شود، باید مقاومت اجزای مختلف آن ها در برابر برخورد پرندگان مورد تایید مقامات یا سازمان های هوایی قرارگیرد.

## نگارخانه

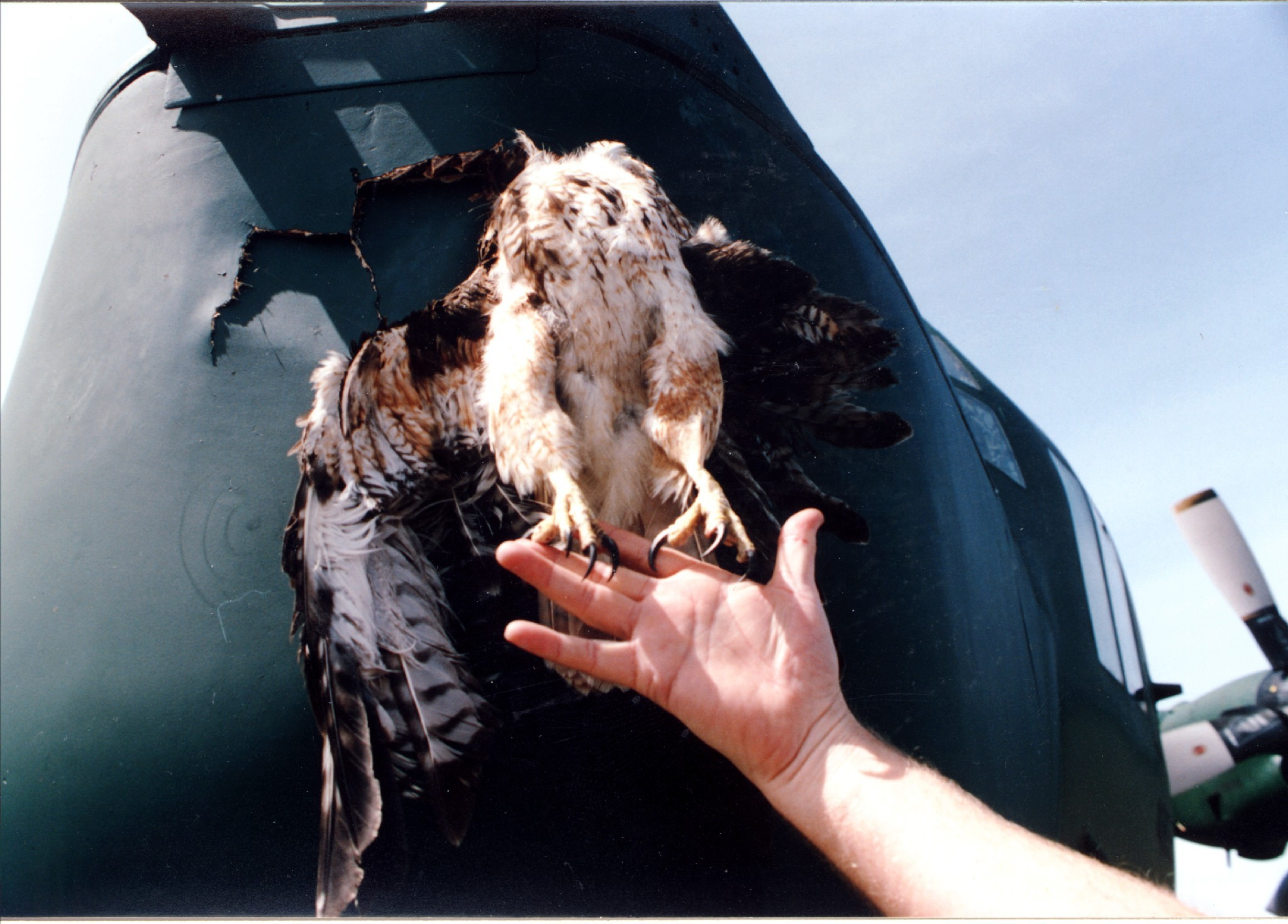
برخورد یک پرنده با هواپیما
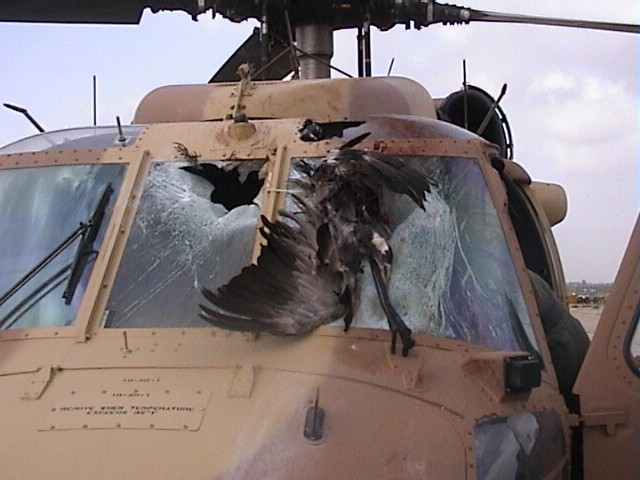
برخورد یک پرنده با بالگرد